# 第999輕裝非洲師 (德國國防軍)
第999輕裝非洲师（德語：999. leichte Afrika-Division）是1943年初德国国防军在突尼斯组建的一支部队。该师的基础是几个月前组建的第999非洲旅（999. Afrika-Brigade）。第999輕裝非洲師主要是一支懲戒部隊，其所有成员都被贴上了“罪犯”的标签，该旅的很大一部分成员是因为持有或被认为持有反纳粹思想而被转移到该師的。
当北非的轴心国军队开始崩溃时，该师尚未完全建成。因此在突尼斯作战的该师的部队通常以独立营或连的形式进行，在撤出之前遭受了巨大损失。此后，损失严重的第999师被派往轴心国占领的希腊执行驻防任务并进行反游擊作戰（Bandenbekämpfung）。
在部署到希腊期间，该师的一些成员开始了一系列颠覆和/或反纳粹活动。其中最著名的是法尔克·哈纳克，他叛逃到希腊抵抗组织，并与其他德国叛逃者一起组建了自由德国反法西斯委员会（AKFD）。第999輕裝非洲師的另一位著名成员是奥古斯特·兰德梅瑟，他在服兵役期间拒绝行纳粹礼，并在一张著名照片中留名。